# Maximiliano Mirabet
Maximiliano Mirabet (Rojas, Provincia de Buenos Aires, Argentina, 14 de enero de 1982) es un futbolista argentino que se desempeña como defensor.

## Clubes
| Club                | País      | Año       | Goles |
| ------------------- | --------- | --------- | ----- |
| All Boys            | Argentina | 2001-2007 | 3     |
| Santiago Morning    | Chile     | 2008      | 2     |
| U.D. Benigànim      | España    | 2009      |       |
| Sanluri Calcio      | Italia    | 2010-2011 | 5     |
| Nardò Calcio        | Italia    | 2011      | 3     |
| F.C. Francavilla    | Italia    | 2012      |       |
| Brindisi Calcio     | Italia    | 2012-2013 |       |
| Casarano Calcio     | Italia    | 2013-2014 | 1     |
| Sestese Calcio      | Italia    | 2014-2015 |       |
| Deportivo Roca      | Argentina | 2016      |       |
| Pro Italia Galatina | Italia    | 2016-2017 | 1     |
| Polisportiva Gaeta  | Italia    | 2017-2018 | 1     |
| Melfi Calcio        | Italia    | 2018-2019 | 3     |
| Ferrandina          | Italia    | 2019-2020 | 0     |